# 2025년 야구

## 국제 대회

### 국가대표팀 토너먼트
- U-12 야구 월드컵 (7월 25일~8월 3일):
- U-18 야구 월드컵 (9월 5일~14일):
- 아시아 야구 선수권 대회 (9월 22일~28일):
- 팬아메리칸 야구 선수권 대회 (11월 13일~22일):
- U23 유럽 야구 선수권 대회 (8월 5일~9일):
- 유럽 야구 선수권 대회 (9월 20일~27일):
- 2025 퍼시픽 미니 게임 야구 (6월 30일~7월 8일):  팔라우[1]
- 2025 동남아시아 경기 대회 야구 (12월 9일~20일):
- 2025 동남아시아 경기 대회 베이스볼5 (12월 9일~20일):
- 월드 베이스볼 클래식 예선 - 타이베이 (2월 21일~25일):  니카라과[2]
- 월드 베이스볼 클래식 예선 - 투산 (3월 2일~6일):  콜롬비아[3]
- 2025 서아시아 야구컵 (5월 1일~8일):  팔레스타인[4]
- 유소년 베이스볼5 월드컵 (9월 24일~27일):

### 클럽팀 토너먼트
- 2025 야구 챔피언스 리그 아메리카 (4월 8일~13일): 디아블로스 로호스 델 멕시코[5]
- 2025 카리브 시리즈 (1월 31일~2월 7일): 레오네스 델 에스코기도[6]
- 유러피안 야구 컵 (5월 17일~7월 30일):
- 그랜드 포크스 인터내셔널 (6월 22일~29일): 알래스카 골드패너스[7]
- 2025 아메리카 시리즈 (1월 24일~30일): 아길라스 메트로폴리타나스[8]

## 북미 국내 리그

### 마이너 리그 베이스볼
- 트리플 A
  - 인터내셔널 리그: 미정
  - 퍼시픽 코스트 리그: 미정
    - 트리플 A 베이스볼 내셔널 챔피언십 게임: 미정

- 더블 A
  - 이스턴 리그: 미정
  - 서던 리그: 미정
  - 텍사스 리그: 미정

- 하이 A
  - 미드웨스트 리그: 미정
  - 노스웨스트 리그: 미정
  - 사우스 애틀랜틱 리그: 미정

- 싱글 A
  - 캘리포니아 리그: 미정
  - 캐롤라이나 리그: 미정
  - 플로리다 스테이트 리그: 미정

- 루키
  - 애리조나 리그: 미정
  - 도미니칸 서머 리그: 미정
  - 플로리다 컴플렉스 리그: 미정
- 폴 리그
  - 애리조나 폴 리그: 미정

### 독립 리그
- MLB 파트너 리그
  - 아메리칸 어소시에이션 (독립 리그): 미정
  - 애틀란틱 리그: 미정
  - 프런티어 리그: 미정
  - 파이오니어 리그: 미정
- 논 파트너 리그
  - 엠파이어 프로야구 리그: 미정
  - 페코스 리그: 미정
  - 유나이티드 쇼어 프로야구 리그: 미정
  - 인터카운티 야구 리그: 미정

### 대학 야구
- NCAA
  - 디비전 I (남자 대학 월드 시리즈): LSU[9]
  - 디비전 II: 탬파[10]
  - 디비전 III: 위스콘신-화이트워터[11]
- NAIA: LSU-슈리브포트
  - 파일럿츠는 59승 무패로 시즌을 마쳤으며, 알려진 모든 수준의 대학 팀 중 최초로 무패 시즌을 달성했다.[12]
- U 스포츠
  - OUA: 미정
- CCAA
  - RSEQ: 미정
- USCAA: 세일럼 (WV)[13]
- NCCAA: 제섭[14]
- 주니어 칼리지 월드 시리즈:
  - NJCAA 디비전 I: 솔트레이크[15]
  - NJCAA 디비전 II: 파스코-헤르난도 주립[16]
  - NJCAA 디비전 III: RCSJ-글로스터[17]
  - 캘리포니아: Mt. 산 안토니오[18]
  - 노스웨스트: 린-벤턴[19]

### 대학 여름 야구 리그
- 애팔리치안 리그: 미정
- 케이프 코드 리그: 미정
- MLB 드래프트 리그: 미정
- 뉴 잉글랜드 대학 야구 리그: 미정

### 리틀 리그
- 리틀 리그 월드 시리즈: 미정
- 인터미디엇 리그 월드 시리즈: 미정
- 주니어 리그 월드 시리즈: 미정
- 시니어 리그 월드 시리즈: 미정

## 기타 국내 리그

### 여름 리그
- 세리에 나시오날 데 베이스볼: 미정
- 혼크발 호프트클라시—홀랜드 시리즈: 미정
- 핀란드 리그: 미정
- 프랑스 리그: 미정
- 분데스리가 (야구): 미정
- 세리에 A (야구): 미정
- 아일랜드 리그: 미정
- 한국 리그—한국 시리즈: 미정
- 일본 프로 야구—일본 시리즈: 미정
- 멕시코 리그: 미정
- 디비시온 데 오노르 데 베이스볼: 미정
- 스웨덴 리그: 미정
- 대만 리그—타이완 시리즈: 미정

### 겨울 리그
- 호주 야구 리그: 캔버라 캐벌리[20]
- 콜롬비아 리그: 카이마네스 데 바랑키야[21]
- 도미니카 리그: 레오네스 델 에스코기도[22]
- 멕시코 태평양 리그: 차로스 데 할리스코[23]
- 니카라과 리그: 레오네스 데 레온[24]
- 파나마 리그: 아길라스 메트로폴리타나스[25]
- 푸에르토리코 리그: 인디오스 데 마야궤스[26]
- 베네수엘라 리그: 카르데날레스 데 라라[27]

## 행사

### 1월
- 1월 21일: 미국야구기자협회의 2025년 명예의 전당 헌액자 투표 결과가 발표되었다. 스즈키 이치로, CC 사바시아, 빌리 와그너가 헌액자로 선정되었다.[28]

### 2월
- 2월 21일: 뉴욕 양키스는 1976년부터 시행되어 온 외모 규정을 폐지하고, 선수들이 "잘 다듬어진 수염"을 기르는 것을 허용했다.[29]

## 사망

### 1월
- 1월 3일 – 밥 빌, 89세, 1962–74년 피츠버그 파이리츠와 보스턴 레드삭스에서 투수로 활약.[30]
- 1월 6일 – 브라이언 마투스, 37세, 2009–16년 볼티모어 오리올스와 시카고 컵스에서 투수로 활약.[31]
- 1월 8일 – 짐 로렌스, 85세, 1963년 클리블랜드 인디언스에서 포수로 활약.[32]
- 1월 10일 – 펠릭스 만티야, 90세, 1956–66년 밀워키 브레이브스, 뉴욕 메츠, 보스턴 레드삭스, 휴스턴 애스트로스에서 내야수 및 외야수로 활약.[33]
- 1월 15일 – 토미 브라운, 97세, 1944–53년 브루클린 다저스, 필라델피아 필리스, 시카고 컵스에서 유틸리티 플레이어로 활약.[34]
- 1월 16일 – 밥 유커, 90세, 1962–67년 밀워키 브레이브스, 세인트루이스 카디널스, 필라델피아 필리스에서 포수로 활약했으며, 이후 1971–2024년 밀워키 브루어스 아나운서.[35]
- 1월 19일 – 제프 토르보그, 83세, 1964–73년 로스앤젤레스 다저스와 캘리포니아 에인절스에서 포수로 활약했으며, 이후 클리블랜드 인디언스, 뉴욕 양키스, 시카고 화이트삭스, 뉴욕 메츠, 몬트리올 엑스포스, 플로리다 말린스에서 코치 및 감독을 역임했고, 애틀랜타 브레이브스 등에서 아나운서로 활동.[36]
- 1월 20일 – 바비 쿠엘라르, 72세, 1977년 텍사스 레인저스에서 투수로 활약했으며, 메이저 및 마이너 리그에서 오랜 기간 코치로 활동.[37]
- 1월 30일 – 돈 세크리스트, 80세, 1969–70년 시카고 화이트삭스에서 투수로 활약.[38]

### 2월
- 2월 1일 –
  - 페이 빈센트, 86세, 1989–92년 야구 커미셔너.[39]
  - 앙헬 토레스, 72세, 1977년 신시내티 레즈에서 투수로 활약.[40]
- 2월 3일 –
  - 리치 다우어, 72세, 1976–85년 볼티모어 오리올스에서 2루수로 활약했으며, 1990–2017년 여러 팀의 코치로 활동.[41]
  - 짐 토드, 77세, 1974–79년 시카고 컵스, 오클랜드 애슬레틱스, 시애틀 매리너스에서 투수로 활약.[42]
- 2월 4일 –
  - 데이브 반 고더, 67세, 1982–87년 신시내티 레즈와 볼티모어 오리올스에서 포수로 활약.[43]
  - 펠리페 몬테마요르, 96세, 1953년과 1955년 피츠버그 파이리츠에서 외야수로 활약.[44]
- 2월 17일 – 에디 피셔, 88세, 1959–73년 샌프란시스코 자이언츠, 시카고 화이트삭스, 볼티모어 오리올스, 클리블랜드 인디언스, 캘리포니아 에인절스, 세인트루이스 카디널스에서 투수로 활약.[45]
- 2월 18일 – 스콧 사우어벡, 53세, 1999–2006년 피츠버그 파이리츠, 보스턴 레드삭스, 클리블랜드 인디언스, 오클랜드 애슬레틱스에서 투수로 활약.[46]
- 2월 23일 –
  - 래리 돌런, 94세, 2000–25년 클리블랜드 인디언스/가디언스 구단주.[47]
  - 바비 말크머스, 93세, 1957–62년 밀워키 브레이브스, 워싱턴 세너터스, 필라델피아 필리스에서 내야수로 활약.[48]

### 3월
- 3월 3일 – 프랭크 소시에르, 98세, 1951년 세인트루이스 브라운스에서 외야수로 활약.[49]
- 3월 4일 – 호세 발디비엘소, 90세, 1955–61년 워싱턴 세너터스와 미네소타 트윈스에서 유격수로 활약.[50]
- 3월 6일 – 아트 샬록, 100세, 1951–55년 뉴욕 양키스와 볼티모어 오리올스에서 투수로 활약.[51]
- 3월 13일 – 짐 브리제일, 75세, 1969–78년 애틀랜타 브레이브스와 시카고 화이트삭스에서 1루수로 활약.[52]
- 3월 19일 – 토미 레이놀즈, 83세, 1963–72년 캔자스시티 애슬레틱스, 뉴욕 메츠, 캘리포니아 에인절스, 밀워키 브루어스에서 외야수로 활약했으며, 1989–96년 오클랜드 애슬레틱스와 세인트루이스 카디널스에서 코치로 활동.[53]

### 4월
- 4월 5일 –
  - 네이트 올리버, 84세, 1963–69년 로스앤젤레스 다저스, 샌프란시스코 자이언츠, 뉴욕 양키스, 시카고 컵스에서 2루수로 활약했으며, 이후 마이너 리그 코치 및 감독.[54]
  - 빌리 스미스, 70세, 1981년 휴스턴 애스트로스에서 외야수로 활약.[55]
  - 칼 워윅, 88세, 1961–66년 로스앤젤레스 다저스, 세인트루이스 카디널스, 휴스턴 콜트 .45s, 볼티모어 오리올스, 시카고 컵스에서 외야수로 활약[56]
- 4월 8일 –
  - 토니 블랑코, 44세, 2005년 워싱턴 내셔널스 및 2009–16년 다양한 일본 팀에서 1루수로 활약.[57]
  - 옥타비오 도텔, 51세, 1999–2013년 13개 메이저 리그 팀에서 투수로 활약.[57]
- 4월 13일 – 토미 헬름스, 83세, 1964–77년 신시내티 레즈, 휴스턴 애스트로스, 피츠버그 파이리츠, 보스턴 레드삭스에서 2루수로 활약했으며, 1988–89년 신시내티 레즈 감독.[58]
- 4월 15일 – 마셜 에드워즈, 72세, 1981–83년 밀워키 브루어스에서 외야수로 활약.[59]
- 4월 20일 – 치토 마르티네스, 59세, 1991-1993년 볼티모어 오리올스에서 외야수로 활약.[60]
- 4월 24일 – 톰 브라운, 84세, 1963년 워싱턴 세너터스에서 유틸리티 플레이어로 활약.[61]
- 4월 25일 – 월트 조케티, 74세, 1994–2016년 세인트루이스 카디널스와 신시내티 레즈의 야구 행정가 및 단장.[62]
- 4월 26일 – 빅 해리스, 75세, 1972-1983년 텍사스 레인저스, 시카고 컵스, 세인트루이스 카디널스, 샌프란시스코 자이언츠, 밀워키 브루어스, 긴테쓰 버팔로스에서 유틸리티 플레이어로 활약.[63]

### 5월
- 5월 7일 – 프랭크 존슨, 82세, 1966–71년 샌프란시스코 자이언츠와 1972년 롯데 오니온스에서 외야수 및 코너 내야수로 활약.[64]
- 5월 8일 – 쳇 레몬, 70세, 1975–90년 시카고 화이트삭스와 디트로이트 타이거스에서 외야수로 활약.[65]
- 5월 12일 -
  - 잭 커티스, 88세, 1961–63년 시카고 컵스, 밀워키 브레이브스, 클리블랜드 인디언스에서 투수로 활약.[66]
  - 마크 에셀, 69세, 1979년 시카고 화이트삭스에서 투수로 활약.[67]
- 5월 13일 – 리치 롤린스, 87세, 1961–70년 미네소타 트윈스, 밀워키 브루어스, 클리블랜드 인디언스에서 3루수로 활약.[68]
- 5월 14일 – 로드 니콜스, 60세, 1988–97년 클리블랜드 인디언스, 로스앤젤레스 다저스, 애틀랜타 브레이브스, 후쿠오카 다이에이 호크스에서 투수로 활약.[69]
- 5월 17일 – 제이슨 콘티, 50세, 2000–04년 애리조나 다이아몬드백스, 탬파베이 데블 레이스, 밀워키 브루어스, 텍사스 레인저스에서 외야수로 활약.[70]
- 5월 20일 – 스콧 클링겐벡, 54세, 1994–98년 볼티모어 오리올스, 미네소타 트윈스, 신시내티 레즈에서 투수로 활약.[71]
- 5월 26일 – 호레이스 스피드, 73세, 1975–79년 샌프란시스코 자이언츠와 클리블랜드 인디언스에서 외야수로 활약.[72]
- 5월 28일 – 벌 티펜탈러, 87세, 1962년 시카고 화이트삭스에서 투수로 활약.[73]

### 6월
- 6월 3일 – 나가시마 시게오, 89세, 1958–74년 요미우리 자이언츠에서 3루수로 활약했으며, 1975–80년, 1993–2001년 요미우리 자이언츠 감독.[74]
- 6월 13일 – 조니 오브라이언, 94세, 1953–59년 피츠버그 파이리츠, 세인트루이스 카디널스, 밀워키 브레이브스에서 2루수 및 투수로 활약.[75]
- 6월 16일 – 론 테일러, 87세, 1962–72년 클리블랜드 인디언스, 세인트루이스 카디널스, 휴스턴 애스트로스, 뉴욕 메츠, 샌디에고 파드리스에서 투수로 활약.[76]
- 6월 22일 – 맷 머레이, 54세, 1995–97년 애틀랜타 브레이브스, 보스턴 레드삭스, 엘리펀츠에서 투수로 활약.[77]
- 6월 24일 – 디에고 세기, 87세, 1962–77년 캔자스시티 애슬레틱스, 워싱턴 세너터스, 시애틀 파일럿츠, 세인트루이스 카디널스, 보스턴 레드삭스, 시애틀 매리너스에서 투수로 활약.[78]
- 6월 25일 – 밥 헤프너 86세, 1963–68년 보스턴 레드삭스, 클리블랜드 인디언스, 캘리포니아 에인절스에서 투수로 활약.[79]
- 6월 27일 –
  - 호스켄 파월, 70세, 1978–83년 미네소타 트윈스와 토론토 블루제이스에서 우익수로 활약.[80]
  - 에드 미켈슨, 98세, 1950–57년 세인트루이스 카디널스, 세인트루이스 브라운스, 시카고 컵스에서 1루수로 활약.[81]
- 6월 28일 – 데이브 파커, 74세, 1973–91년 피츠버그 파이리츠, 신시내티 레즈, 오클랜드 애슬레틱스, 밀워키 브루어스, 캘리포니아 에인절스, 토론토 블루제이스에서 우익수로 활약.[82]

### 7월
- 7월 1일 - 빌리 헌터, 97세, 1953–58년 세인트루이스 브라운스, 볼티모어 오리올스, 뉴욕 양키스, 캔자스시티 애슬레틱스, 클리블랜드 인디언스에서 유격수로 활약했으며, 1964–77년 볼티모어 오리올스에서 코치로 활동.[83]
- 7월 4일 – 보비 젱크스, 44세, 2005–11년 시카고 화이트삭스와 보스턴 레드삭스에서 투수로 활약했으며, 이후 마이너 리그 코치.[84]
- 7월 9일 –
  - 조 콜먼, 78세, 1965–79년 워싱턴 세너터스, 디트로이트 타이거스, 시카고 컵스, 오클랜드 애슬레틱스, 토론토 블루제이스, 샌프란시스코 자이언츠, 피츠버그 파이리츠에서 투수로 활약.[85]
  - 리 엘리아, 87세, 1966–68년 시카고 화이트삭스와 시카고 컵스에서 유격수로 활약했으며, 1980–2008년 여러 팀에서 코치 및 감독으로 활동.[86]

## 같이 보기
- 2025년 KBO 리그
- 2025년 일본 야구 기구
- 2025년 메이저 리그 베이스볼 시즌